# Motherless Brooklyn (film)
Motherless Brooklyn is een Amerikaanse misdaadfilm/Neo noir uit 2019 die geschreven en geregisseerd werd door Edward Norton, die eveneens de hoofdrol vertolkt. De film is gebaseerd op de gelijknamige roman van auteur Jonathan Lethem. De rest van de ensemblecast bestaat uit onder meer Willem Dafoe, Bruce Willis, Gugu Mbatha-Raw en Leslie Mann.

## Verhaal
Lionel Essrog, een privédetective die aan een Obsessieve-compulsieve stoornis met het syndroom van Gilles de la Tourette lijdt, onderzoekt in het New York van 1954 de moord op zijn mentor.

## Rolverdeling
| Acteur              | Personage         |
| ------------------- | ----------------- |
| Edward Norton       | Lionel Essrog     |
| Bruce Willis        | Frank Minna       |
| Gugu Mbatha-Raw     | Laura Rose        |
| Alec Baldwin        | Moses Randolph    |
| Willem Dafoe        | Paul Randolph     |
| Bobby Cannavale     | Tony Vermonte     |
| Cherry Jones        | Gabby Horowitz    |
| Leslie Mann         | Julia Minna       |
| Ethan Suplee        | Gilbert Coney     |
| Josh Pais           | William Lieberman |
| Michael K. Williams | Trumpet Man       |
| Robert Wisdom       | Billy Rose        |
| Dallas Roberts      | Danny Fantl       |
| Fisher Stevens      | Lou               |

## Productie
In 1999 bracht auteur Jonathan Lethem de misdaadroman Motherless Brooklyn uit. De rechten op het boek werden datzelfde jaar verkocht aan Edward Norton. Nadien werd het lange tijd stil rond het project. In 2010 bevestigde Norton dat hij nog steeds de intentie had om het boek te verfilmen, maar dat hij met het schrijven van het script nog maar in de helft zat. De acteur wist op dat ogenblik nog niet of hij het project ook zelf zou regisseren.
In 2014 werd bericht dat Norton de boekverfilming zelf zou regisseren in samenwerking met producent Brett Ratner, met wie hij eerder al had samengewerkt aan de thriller Red Dragon (2002). Voor zijn script had Norton de tijdsperiode van het verhaal veranderd van 1999 naar 1954.
In het najaar van 2017 kwam de MeToo-beweging op en werd Ratner meermaals in opspraak gebracht. De producent werd door verschillende vrouwen beschuldigd van onder meer ongewenste intimiteiten en verkrachting. Motherless Brooklyn werd in dezelfde periode door 
Warner Brothers overgenomen.
In februari 2018 gingen de opnames van start in New York en raakte de casting bekend van onder meer Willem Dafoe, Bruce Willis, Gugu Mbatha-Raw, Alec Baldwin, Bobby Cannavale en Dallas Roberts. Een maand later brak er een brand uit in de kelder van een gebouw dat als opnamelocatie gebruikt werd. Bij het blussen van de brand kwam een brandweerman om het leven. De opnames werden door het incident een week stilgelegd en het productieteam werd door de bewoners van het gebouw aangeklaagd. In december 2018 werden er bijkomende opnames georganiseerd in Troy (New York).

## Muziek
Norton vroeg Thom Yorke, leadzanger van Radiohead, om een nummer te schrijven voor de film. Yorkes compositie, getiteld Daily Battles, werd nadien voor een dansscène in de film door Wynton Marsalis omgevormd tot een jazzballade. Ook basgitarist Flea werkte aan het nummer mee.

## Release
Motherless Brooklyn ging op 30 augustus 2019 in première op het filmfestival van Telluride.
Op 1 november 2019 werd de film in de Amerikaanse bioscoop uitgebracht. In België en Nederland is de film op respectievelijk 4 en 5 december 2019 uitgebracht.

## Trivia
- Het personage Moses Randolph is een verwijzing naar Robert Moses.[21]